# Удзунгва-Маунтинс (национальный парк)
Национальный парк Удзунгва-Маунтинс (англ. Udzungwa Mountains National Park) — национальный парк Танзании, расположенный в центре страны..

## Физико-географическая характеристика

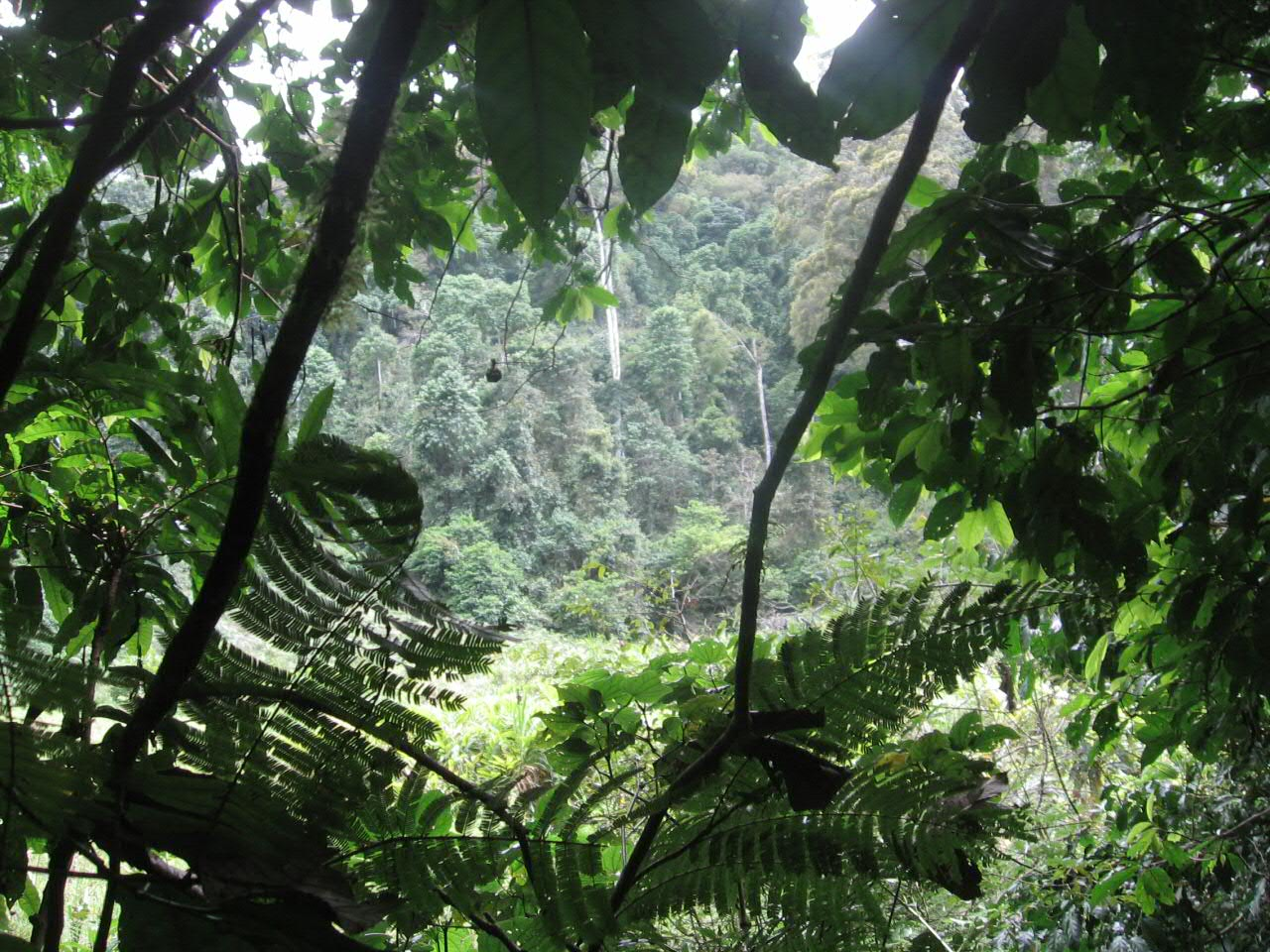

Парк расположен в 350 км к западу от Дар-эс-Салама, недалеко от охотничьего резервата Селус. В 65 км на юго-западе находится национальный парк Микуми, который часто посещают вместе с парком Удзунгва-Маунтинс. Административно парк находится на территории областей Иринга и Морогоро.
Горы Удзунгва, на которых расположен парк, являются наиболее крупными в горной системе Восточного рифта, который является частью Восточно-Африканской зоны разломов. Парк расположен на высоте от 250 до 2576 метров над уровнем моря. Самая высокая точка парка — Лохомеро (англ. Lohomero).
Дожди могут пойти в любое время, сухим сезоном считается время с июня по октябрь.
По парку проложено пять пешеходных маршрутов различной сложности. Излюбленным местом для туристов является водопад Сандже (англ. Sanje Waterfall) высотой 170 метров. Дорог нет.

## Флора и фауна

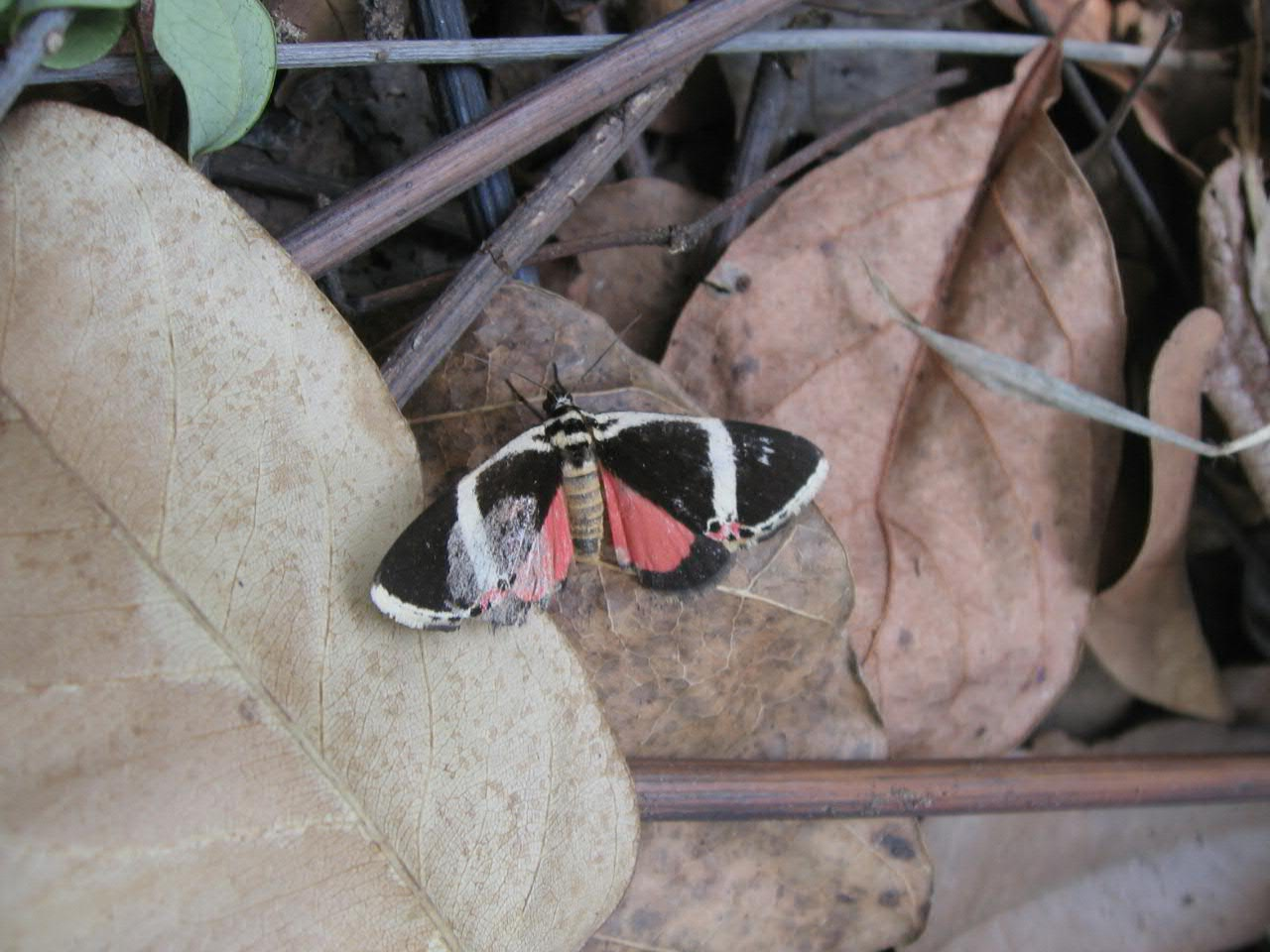

Парк отличается большим биоразнообразием. Из-за высокого уровня эндемизма его иногда называют «Галапагосскими островами Африки». Сплошная полоса лесов в парке проходит с высоты 500 до 2000 метров. Высота деревьев достигает 30 метров. В основном они покрыты мхами, лишайниками и грибами.
В парке водится более 400 видов птиц, многим из которых угррожает опасность исчезновения. Ряд птиц является эндемиками Восточного рифта, а четыре вида можно встретить только в горах Удзунгва. Среди них Xenoperdix udzungwensis, семейства фазановых, обнаруженный в 1991 году, который имеет большее сходство с птицами Азии, чем Африки.
В парке часто можно встретить карликовых зелёных мартышек Chlorocebus pygerythrus и антилоп Cephalophus spadix. Удзунга-Маунтинс является местом обитания шести видов приматов, два из которых Procolobus gordonorum и Cercocebus galeritus были обнаружены в 1979 году и обитают только здесь.